# Goofy
Goofy este un personaj fictiv de desene animate creat de Studiourile Walt Disney în 1932. Este un câine antropomorfic înalt, care poartă un pulover, o vestă, pantaloni, pantofi, mănuși albe și o pălărie înaltă verde. Se face foarte bine cunoscut prin râsul său distincitv, "ah-hyuck!". Este un bun prieten al lui Mickey Mouse și al lui Donald Duck, și de altfel cel mai cunoscut personaj Disney. Goofy este de cele mai multe ori caracterizat ca fiind extrem de neîndemânatic și tembel, dar alte ori poate fi și intuitiv și ingenios, doar că în modul său propriu și excentric.

## Nume
Ca etimologie, în engleză cuvântul „goofy” înseamnă „nătâng, prostănac”. Numele exprimă capacitățile intelectuale ale personajului care înțelege mai greu situațiile în care se află.

## Istorie
Prima apariție a personajului a fost în Mickey's Revue, lansat pe 25 mai 1932. Goofy era aici numit inițial Dippy Dawg (așa cum voia artistul Frank Webb), și era un spectator iritant pentru Mickey și banda sa care dădeau spectacol, deoarece acesta tot timpul făcea zgomot mestecând alune. Față de aparițiile sale următoare, în acest desen Goofy era un câine bătrân cu ochelari, barbă, codiță pufoasă și fără nici un fel de pantaloni. De abia în a șaptea apariție a personajului, Orphan's Benefit, acesta primește numele oficial "Goofy" și devine un personaj regulat.
Din 1935  până în 1940 Goofy va apărea într-o serie de filme ca făcând parte din trio-ul "Mickey, Donald și Goofy", în care cei trei contribuie la cooperarea unei anumite misiuni ce le este dată, ceea ce duce la antici comedice și de cele mai multe ori la eșec decât succes. Pe parcursul fiecărui desen acțiunea se concentrează pe fiecare personaj în parte făcând față problemei, dar la sfârșit se reunesc pentru a-și împărți roadele efortului. Clock Cleaners și Lonesome Ghosts sunt cele mai cunoscute și populare astfel de desene. La un moment dat, însă, ceilalți au considerat că Mickey a devenit omul simplu din trio, și era mai ușor crearea secvențelor amuzante cu Goofy și Donald decât cu acesta. Rolul lui Mickey devenise unul nenecesar. Polar Trappers a fost primul desen cu Goofy și Donald ca un duo, și alte cinci astfel de desene au fost făcute. Mickey se va întoarce în desenul The Whalers, dar acesta precum și Tugboat Mickey vor fi ultimele două cu acest trio.
Primul desen în care Goofy este unicul star îl reprezintă Goofy and Wilbur, regizat de Dick Huemer și lansat pe 17 martie 1939. În acesta Goofy merge la pescuit și este ajutat de Wilbur, greierele său de companie. De atunci desenele "Cum să..." ("How to...") au devenit un fel de format fix, în care Goofy demonstra cu neîndemânare, dar și cu determinare și fără frustrare, cum să săvârșească o mulțime de activități, de la skiat la dormit, fotbal și călăritul cailor. Din anii 50, însă, personajul a suferit modificări destul de mari. El a fost transformat într-un om de familie ce locuiește într-o suburbie. El face față multor probleme obișnuite, ca dieta, lăsatul de fumat și creșterea copiilor. Walt Disney a venit însuși cu această idee, sperând că îi va da personajului din nou personalitate după ce el l-a considerat pierdut în urma aparițiilor mai mult extra. Pe parcursul acestor desene Goofy a căpătat un aspect mult mai omenesc, și toate trăsăturile ce îl făceau să arate ca un câine au fost foarte reduse (printre care faptul că urechiile sale sunt ascunse în pălărie). De asemenea, era din ce în ce mai inteligent. Goofy a primit de asemenea și propria familie, și anume o soție și un copil (ce de asemenea arătau foarte puțin ca câini). Filmul din 1960, Aquamania, a primit o nominalizare pentru

## Galerie

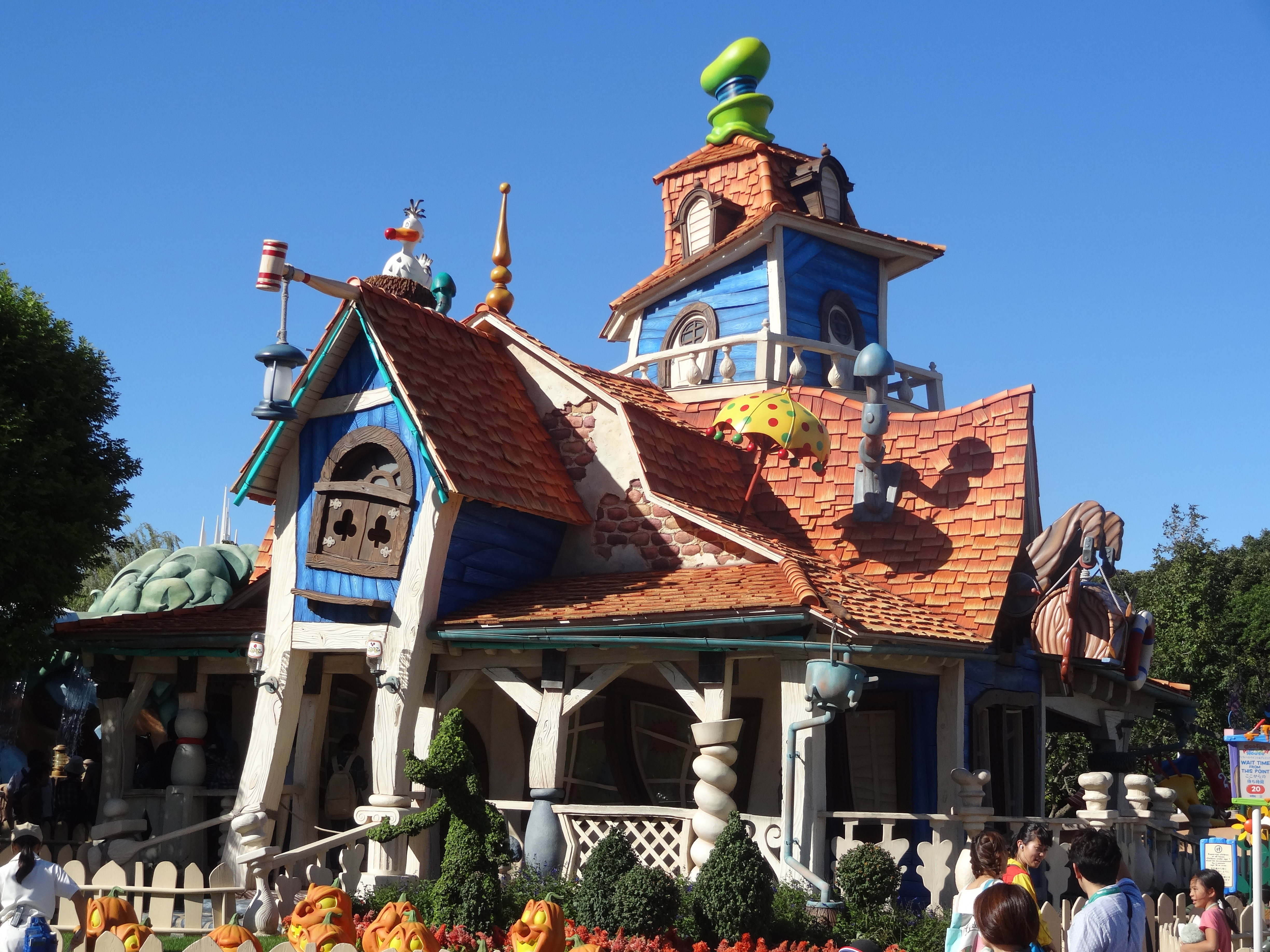
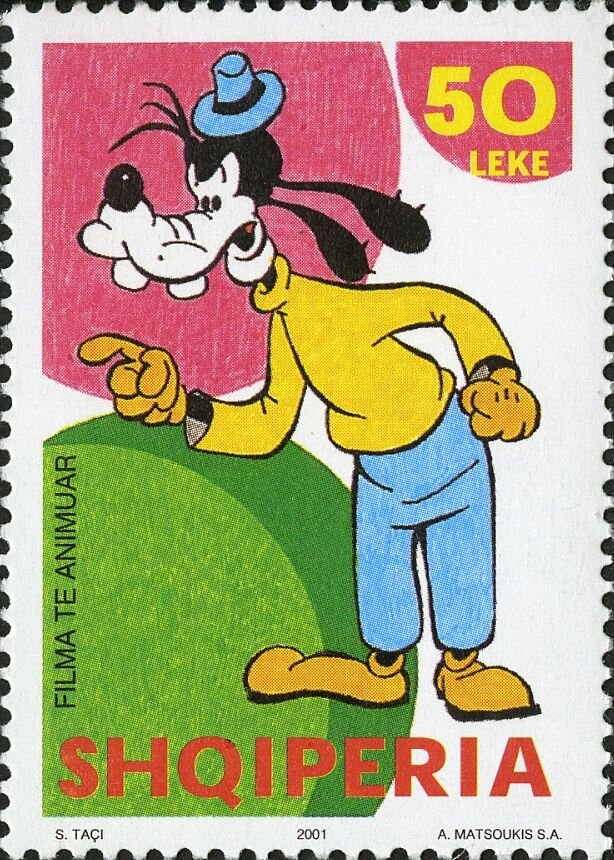

Premiul Oscar pentru cel mai bun scurt metraj de animație.
După ultimul său desen teatral, Goofy a fost redus mai mult doar la apariții cameo, mai mult din cauza scăderii de popularitate și a morții actorului său celebru, Pinto Colvig. A făcut doar o apariție scurtă în filmul Cine vrea pielea lui Roger Rabbit? (Who Framed Roger Rabbit). Deși, acesta s-a întors în Colindul lui Mickey (Mickey's Christmas Carol) ca fantoma lui Jacob Marley. Filmul de televiziune Sport Goofy in Soccermania din 1987 i-a redat din nou popularitatea personajului.
În anii 90, Goofy a apărut în propriul serial de televiziune Trupa Goofy (Goof Troop). Aici acesta trăiește cu noul său fiu Max Goof și sunt vecini cu Pete și familia sa. Trupa Goofy a făcut astfel încât Goofy și Max au apărut în propriile filme: Filmul cu Goofy: Peripeții în familie (A Goofy Movie; în 1995) și Goofy și fiul la colegiu (An Extremely Goofy Movie; în 2000). Deși Goofy este pus ca un unic părinte văduv și custodial, la sfârșitul filmului Goofy și fiul la colegiu acesta începe o relație de dragoste cu personajul Sylvia Marpole.
Goofy s-a reîntors la personalitatea sa tradițională în Fabrica de râs a lui Mickey (Mickey Mouse Works), și în Casa lui Mickey Mouse (House of Mouse) este chelnerul clubului. Max Goof de asemenea a apărut în Casa lui Mickey Mouse ca valet, așadar Goofy a trebui să jongleze nu numai cu anticile sale convenționale dar și cu rolul de tată pe lângă fiul său. De asemenea în aceste două seriale Goofy are un fel de relație de dragoste cu Vaca Clarabelle, deși aceasta este de obicei amanta lui Horace Horsecollar.
Apoi, Goofy a apărut în serialul educativ Clubul lui Mickey Mouse (Mickey Mouse Clubhouse), având ținuta și personalitatea de marcă. Cel mai recent, Goofy a apărut într-un nou film cinematografic numit Cum să-ți transformi casa în cinema (How to Hook Up Your Home Theater), ce a avut premiera la Ottawa International Animation Festival. Acest desen a primit recenzii bune de la istoricul de animație Jerry Beck, și a primit o lansare lată pe 21 decembrie 2007, și în mod ocazional s-a difuzat pe Disney Channel.

## Voce
Pinto Colvig a făcut vocea lui Goofy pentru majoritatea desenelor, dar înainte de asta George Johnson l-a jucat în Goofy and Wilbur. Bob Jackman i-a luat locul lui Colvig când acesta a părăsit studioul Disney din motive necunoscute și l-a jucat pe Gooofy pentru o scurtă perioadă în 1951. Jack Bailey de asemenea l-a jucat în diverse desene cu Donald. Hal Smith a început să-l joace pe Goofy din 1967 după moartea lui Pinto Colvig până în 1983. Apoi Tony Pope i-a luat locul în Sport Goofy in Soccermania și Cine vrea pielea lui Roger Rabbit?. În afară de aceste ocazii, Bill Farmer este vocea oficială a doua a personajului, care îl joacă și în prezent.

## Legături externe
- Goofy la Internet Movie Database